# ハーゲンティ

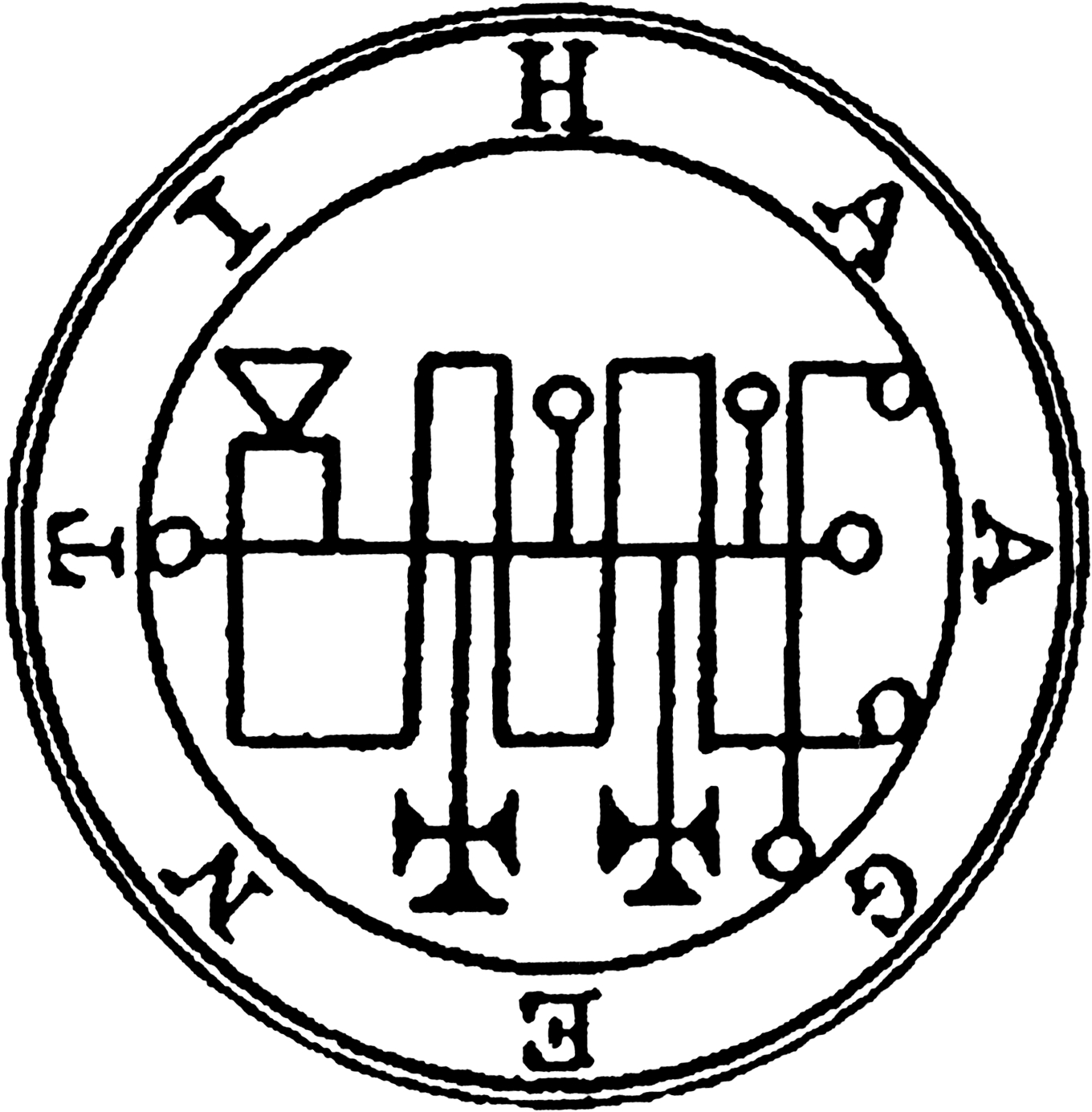
『ゴエティア』に記載されたハーゲンティのシジル

ハーゲンティ（Haagenti）は、悪魔学における悪魔の一人。

## 概要
ハゲンティ（Hagenti）と呼ばれることもある。
『ゴエティア』によると、地獄の33の軍団を率いる序列48番の大総裁。
最初はグリフォンの翼を持つ力強い牡牛の姿で現れるが、命じれば人間の姿にもなれる。人を博識にする他、金属を黄金に変えたり、ワインを水に、水をワインに変えたりできる。